# Liste des clochers-murs des Côtes-d'Armor
Cet article recense les édifices religieux des Côtes-d'Armor, en France, munis d'un clocher-mur.

## Liste
| Édifice                             | Commune            | Notes             | Coordonnées                        | Photo |
| ----------------------------------- | ------------------ | ----------------- | ---------------------------------- | ----- |
| Église Saint-Jean-Baptiste          | Lézardrieux        | Inscrit MH (1948) | 48° 47′ 11″ nord, 3° 06′ 17″ ouest |       |
| Église Saint-Envel                  | Loc-Envel          | Classé MH (1911)  | 48° 31′ 00″ nord, 3° 24′ 27″ ouest |       |
| Église Saint-Judoce                 | Lohuec             | Inscrit MH (1926) | 48° 27′ 33″ nord, 3° 31′ 18″ ouest |       |
| Église Saint-Dogmaël                | Ploulec'h          | Inscrit MH (1926) | 48° 43′ 05″ nord, 3° 30′ 14″ ouest |       |
| Église Saint-Milliau                | Ploumilliau        | Classé MH (1921)  | 48° 40′ 45″ nord, 3° 31′ 25″ ouest |       |
| Église Notre-Dame                   | Trédrez-Locquémeau | Classé MH (1911)  | 48° 41′ 55″ nord, 3° 34′ 02″ ouest |       |
| Église Sainte-Anne-et-Saint-Laurent | Trégastel          | Classé MH (1909)  | 48° 48′ 37″ nord, 3° 30′ 00″ ouest |       |
| Église Notre-Dame-de-la-Merci       | Trémel             | Classé MH (1910)  | 48° 36′ 12″ nord, 3° 36′ 37″ ouest |       |